# 特務J
《特務J》是臺灣歌手蔡依林的第九張錄音室專輯，由百代音樂和天熹娛樂於2007年9月21日發行。專輯由Lars Quang、Nik Quang、RnG、阿弟仔、李偉菘、林邁可、馬毓芬、薛忠銘製作。
專輯在臺灣銷量超過20萬張，並在全亞洲的總銷量超過300萬張，獲得2007年臺灣年度唱片銷量第一名。阿弟仔憑藉歌曲〈特務J〉獲得第19屆金曲獎最佳單曲製作人獎，小安憑藉該曲獲得最佳編曲人獎。
專輯和同名電影同步發行，電影由張時霖、賴偉康、鄺盛執導，並邀請金載沅、馮德倫、吳嘉龍參與出演。

## 背景和發展
2006年12月12日，蔡依林透露將於翌年1月開始籌備新專輯。2007年1月13日，蔡依林前往英國倫敦參加為期三週的發聲和舞蹈課程。同年5月22日，蔡依林前往丹麥赫爾辛格進行為期一週的錄製工作，並透露新專輯預計將於8月至9月發行，Lars Quang為該專輯創作了三首新歌。
同年6月2日，蔡依林完成新專輯錄製。同月8日，蔡依林於「Toyota一定要你心動」活動記者會上演唱該活動主題曲〈Let's Move It〉，歌曲將收錄於新專輯。活動主辦方表示，將於7月15日舉辦全國街舞大賽，冠軍將和蔡依林共同拍攝MV。
同年7月9日，蔡依林和金載沅在法國巴黎拍攝MV。同年8月8日，百代音樂投入新臺幣5千萬元拍攝長達80分鐘的同名電影，該電影分為三個章節，並在法國巴黎、英國倫敦、泰國曼谷拍攝。
同年9月4日，媒體透露專輯將收錄由馬來西亞音樂人創作的四首歌曲。同月11日，該專輯的11首歌曲全部遭到外洩，百代音樂發表聲明表示將依法追究上傳、下載及交換者的法律責任，蔡依林也表示對此感到難過，並提到專輯製作過程中的努力和時間。

## 創作和錄製
第一主打歌曲〈特務J〉為重節奏舞曲，前奏的高跟鞋聲增添戲劇效果。第二主打〈愛無赦〉屬浩室電子舞曲。第三主打〈一個人〉以曼陀林音色呈現孤單和無奈。第四主打〈日不落〉為甜美復古風格歌曲。第五主打〈冷·暴力〉融合嘻哈和節奏藍調，歌詞描寫對強烈控制慾的男生使用冷暴力。第六主打〈非賣品〉為充滿城市當代音樂元素的節奏藍調。
第七主打〈桃花源〉為輕快中板歌曲。第八主打〈Let's Move It〉以大鼓為基底，展示音樂的力量。歌曲〈怕什麼〉為3/4拍搖擺樂，鋼琴聲引領聽眾進入溫暖的想念情緒。歌曲〈節拍器〉由蔡依林填詞，歌詞反映堅強好勝的內心，鋼琴和弦樂展現淡淡憂傷。歌曲〈金三角〉融合管樂和打擊樂，呈現愛情的神秘和詭異。

## 封面
蔡依林在該專輯正式版的封面中，身穿由河部菜津子設計的黑色低胸挖背皮衣和長靴，並首度嘗試俐落的旁分短髮髮型。

## 發行和宣傳
2007年8月12日，百代音樂發布該專輯的預告短片。同月29日，該專輯在臺灣7-Eleven開放預購。同年9月5日，該專輯在臺灣露天拍賣網站開放預購。同月7日，該專輯在臺灣各大唱片行開放預購。同月21日，蔡依林在臺灣淡水市舉辦「特務J慶功演唱會」。同月26日，百代音樂發行該專輯的改版「冠軍連霸影音混搭典藏版」，收錄十支MV、四支舞蹈版MV及一首〈愛無赦〉的重混版本。同年12月7日，百代音樂發行該專輯的改版「終極慶功特藏版」，收錄「特務J慶功演唱會」的現場表演內容及一支MV。

### 單曲

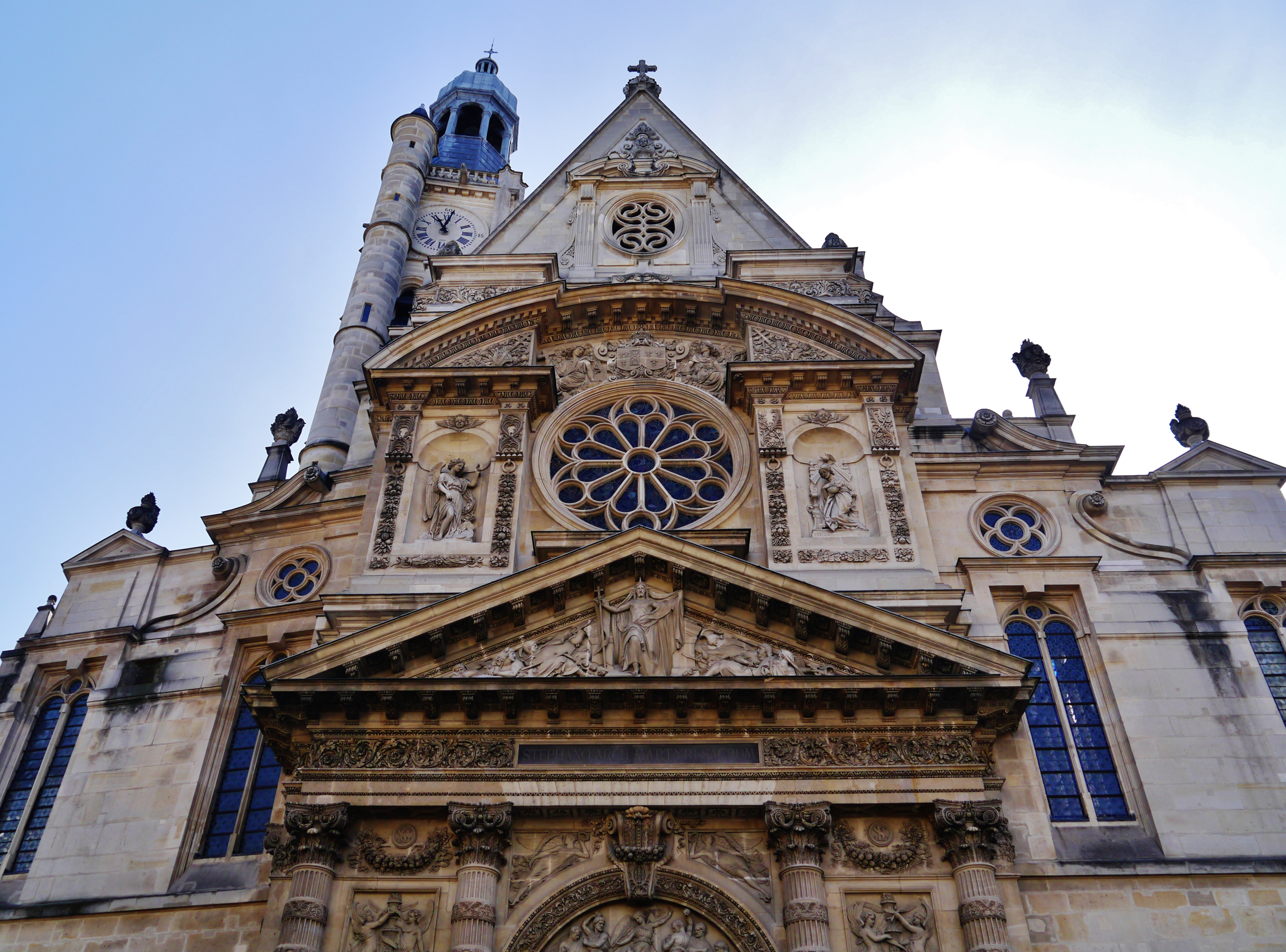
聖斯德望堂是歌曲〈特務J〉MV的拍攝取景地之一。

2007年8月29日，蔡依林發行單曲〈特務J〉。同年9月3日，蔡依林發布〈特務J〉的MV，由張時霖執導。蔡依林在MV中表演空中絲帶特技和鋼管舞，並表示：「那幾天練習下來，因為我是右撇子，所以右半邊有一種快殘廢的感覺！這兩種舞的道具是一軟一硬，都要在空中表現旋轉動作，彩帶是要學習融為一體的感覺，但是鋼管是硬的，不能靠蠻力，要學習如何去駕馭它。」

### 音樂影片
同月15日，蔡依林發布〈怕什麼〉的MV，該MV由張時霖執導。同月17日，蔡依林發布〈愛無赦〉的MV，該MV由賴偉康執導。同年10月1日，蔡依林發布〈一個人〉的MV，該MV由張時霖執導。同月10日，蔡依林發布〈日不落〉的MV，該MV由賴偉康執導。同月24日，蔡依林發布〈冷·暴力〉的MV，該MV由鄺盛執導。同年11月5日，蔡依林發布〈非賣品〉的MV，該MV由鄺盛執導。同月29日，蔡依林發布〈桃花源〉的MV，該MV由賴偉康執導。此外，〈金三角〉的MV由鄺盛執導，〈節拍器〉的MV由賴偉康執導。同年12月6日，蔡依林發布〈Let's Move It〉的MV，該MV由賴偉康執導。

### 現場表演
2007年9月24日，蔡依林參加「捷運最Hito中秋音樂會」，並演唱〈愛無赦〉和〈怕什麼〉。同年10月24日，蔡依林參加「第16屆中國金雞百花電影節開幕式晚會」，並演唱〈特務J〉。同年12月26日，蔡依林參加「新城勁爆頒獎禮2007」，並演唱〈特務J〉和〈怕什麼〉。同月31日，蔡依林參加「舞動台中·魅力之都2008跨年晚會」，並演唱〈特務J〉、〈一個人〉和〈日不落〉。同日，蔡依林參加「2008臺北最High新年城」，並演唱〈冷·暴力〉、〈怕什麼〉和〈日不落〉。
2008年1月9日，蔡依林參加浙江電視台教育科技頻道綜藝節目《唱響2008》，並演唱〈愛無赦〉。同月10日，蔡依林參加東南衛視綜藝節目《海峽傳情》，並演唱〈特務J〉、〈一個人〉、〈桃花源〉、〈日不落〉、〈怕什麼〉和〈愛無赦〉。同月11日，蔡依林參加「M大會」，並演唱〈日不落〉和〈特務J〉。同月13日，蔡依林參加「第二屆中國移動無線音樂年度盛典」，並演唱〈特務J〉和〈愛無赦〉。同月23日，蔡依林參加「2007年度北京流行音樂典禮」，並演唱〈特務J〉。
同年3月1日，蔡依林參加「2008年Hito流行音樂獎頒獎典禮」，並演唱〈特務J〉、〈愛無赦〉和〈日不落〉。同年4月7日，蔡依林參加「2007年度Music Radio中國Top排行榜頒獎晚會」，並演唱〈特務J〉。同月8日，蔡依林參加中國中央電視台綜藝節目《同一首歌·走進惠州》，並演唱〈特務J〉和〈日不落〉。同月28日，蔡依林參加「第四屆中國國際動漫節開幕式晚會」，並演唱〈日不落〉。

## 商業表現
2007年9月15日，百代音樂宣布該專輯在開放預購的首週在臺灣的預購量超過八萬張。同月28日，該專輯在發行首週獲得臺灣玫瑰大眾和五大唱片等唱片銷量排行榜週榜第一名。同年10月2日，百代音樂宣布該專輯在臺灣的銷量超過15萬張。2008年1月4日，五大唱片宣布該專輯獲得2007年年度唱片銷量排行榜第一名。同月11日，玫瑰大眾宣布該專輯獲得2007年年度唱片銷量排行榜第一名。此外，歌曲〈特務J〉獲得2007年臺灣Hit FM年度百首單曲第14名，〈日不落〉和〈愛無赦〉分別獲得第1名和第41名。

## 評價
新浪音樂評論表示，專輯延續了蔡依林多元音樂風格，涵蓋舞曲和抒情作品，並能夠凸顯她的性感和熱情。整張專輯的歌曲水準較佳，符合臺灣樂迷的口味。儘管某些作品未必比《看我72變》或《城堡》更具驚喜，但依然表現出新鮮感，並成功描繪出現代女性心態。同時指出，蔡依林的歌藝雖然理想，但發音及咬字仍需改進。總體來看，該專輯是一張值得關注的作品。
MTV中文台評論認為，專輯中的慢歌表現優於舞曲，並指出蔡依林對慢歌的掌握有所進步，相比之下，舞曲則偏重外觀和肢體技巧，未能完全展現專輯中特務形象的深度。東方風雲榜評價，專輯中的快歌融合時尚和復古元素，具有吸引力，但缺乏創新，歌詞方面也顯得略為堆砌。整體來看，這張專輯延續了《舞孃》的風格，未有顯著突破。
音樂人曲世聰稱讚專輯的音樂製作水準，並對丹麥製作人的參與表示欣賞，然而專輯中的旋律感較弱，部分歌曲未能達到蔡依林應有的「勁兒」。音樂人陳少琪認為，蔡依林的形象包裝一貫亮眼，但專輯中的快歌和慢歌類型較為單一，缺少中板和其他品種的曲目，整體結構稍顯單調。
騰訊娛樂評論認為，專輯的快歌雖然較《舞孃》稍顯平淡，但細節處理有所提高，而復古迪斯可風格的歌曲已是蔡依林的再次嘗試，並指出和蔡依林首部音樂電影的合作，更能引發關注。上海東方廣播電台表示，蔡依林的專輯最大魅力在於她的表演和勤奮，特別是在MV中，但音樂上較為單調，未能創造像〈騎士精神〉或〈舞孃〉那樣的記憶點。全球華語歌曲排行榜認為，專輯整體花哨，但缺乏驚喜，特別是主打歌未能成功轉型或呈現復古感。
新浪娛樂評論表示，儘管專輯製作水準較高，蔡依林在其中的慢板情歌表現較好，但快歌部分缺乏新鮮感，並指出部分歌曲的歌詞較為空洞。同時總結道，蔡依林仍以其勤奮努力的形象吸引歌迷，但專輯在音樂創新和旋律性上未達到其過往專輯的水準，歌曲形式較為單一，且缺乏突破。

## 獎項
2007年12月16日，歌曲〈特務J〉的MV獲得2007年度TVB8金曲榜最佳音樂錄影帶演繹獎。同月26日，蔡依林憑藉該專輯獲得新城勁爆頒獎禮2007新城勁爆亞洲歌手和新城勁爆樂迷投選勁爆歌手，歌曲〈特務J〉獲得新城勁爆國語歌曲大獎。2008年1月12日，蔡依林憑藉該專輯獲得百度娛樂沸點2007年度頒獎禮最熱門女歌手三甲和最百度女藝人。同月13日，蔡依林憑藉該專輯獲得第二屆中國移動無線音樂年度盛典年度最高銷量女歌手。同月14日，歌曲〈日不落〉獲得加拿大至Hit中文歌曲排行榜2007年度總選全國推崇十大國語歌曲。
同月23日，蔡依林憑藉該專輯獲得2007年度北京流行音樂典禮年度受歡迎港台女歌手，歌曲〈日不落〉獲得年度金曲。同月31日，蔡依林憑藉該專輯獲得第三屆KKBox數位音樂風雲榜年度風雲十大歌手和年度最佳女歌手。同年2月28日，蔡依林憑藉該專輯獲得第二屆家族音樂獎年度十大歌手和年度舞蹈歌曲表現傑出歌手獎，該專輯獲得年度十大專輯。同年3月1日，蔡依林憑藉該專輯獲得2008年Hito流行音樂獎Hito女歌手，該專輯獲得Hito長壽專輯，歌曲〈日不落〉獲得聽眾最愛歌曲和年度十大華語歌曲。
同月11日，蔡依林憑藉該專輯獲得音樂先鋒榜2007年度全國最受歡迎先鋒女歌手。同年4月8日，歌曲〈特務J〉的MV獲得第八屆音樂風雲榜年度最佳錄影帶。同月12日，蔡依林憑藉該專輯獲得2007年度Music Radio中國Top排行榜年度最暢銷女歌手和港台年度全能藝人，歌曲〈特務J〉獲得港台年度金曲。同年6月14日，蔡依林憑藉該專輯入圍2008年MTV亞洲大獎最受歡迎台灣藝人。
同年7月5日，阿弟仔憑藉歌曲〈特務J〉獲得第19屆金曲獎最佳單曲製作人獎，小安憑藉歌曲〈特務J〉獲得最佳編曲人獎。同年10月25日，蔡依林憑藉該專輯獲得第14屆新加坡金曲獎亞洲媒體女歌手大獎。同月30日，蔡依林憑藉該專輯獲得第八屆全球華語歌曲排行榜最受歡迎女歌手、最受歡迎女歌手五強、台灣地區傑出歌手獎和最佳舞台演繹大獎，歌曲〈日不落〉獲得最受歡迎20大金曲。同年11月16日，蔡依林憑藉該專輯獲得第九屆CCTV-MTV音樂盛典台灣地區最受歡迎女歌手。同年12月15日，蔡依林憑藉該專輯獲得騰訊網2008星光大典港台地區年度女歌手。

## 曲目
| 《特務J》——正式版 | 《特務J》——正式版                     | 《特務J》——正式版             | 《特務J》——正式版                                          | 《特務J》——正式版 | 《特務J》——正式版              | 《特務J》——正式版 |
| 曲序              | 曲目                                  |                               | 作曲                                                       | 编曲              | 製作人                         | 时长              |
| ----------------- | ------------------------------------- | ----------------------------- | ---------------------------------------------------------- | ----------------- | ------------------------------ | ----------------- |
| 1.                | 特務J（Agent J）                      | - 李宗恩 - 嚴云農 - 梁錦興    | 黃晟峰                                                     | 小安              | 阿弟仔                         | 3:35              |
| 2.                | 愛無赦（Bravo Lover）                 | 陳鎮川                        | - Lina Rafn - Adam Powers - Paw Lagermann                  | 小安              | 阿弟仔                         | 3:53              |
| 3.                | 一個人（Alone）                       | 阿管                          | 黃韻仁                                                     | 黃韻仁            | 馬毓芬                         | 4:41              |
| 4.                | 怕什麼（Fear-Free）                   | 鄭淑妃                        | 李偉菘                                                     | Terence Teo       | 李偉菘                         | 4:35              |
| 5.                | 桃花源（Ideal State）                 | 黃俊郎                        | 張宴菁                                                     | Martin Tang       | 李偉菘                         | 3:32              |
| 6.                | 冷·前言（Prologue of Tacit Violence） |                               |                                                            |                   |                                | 0:21              |
| 7.                | 冷·暴力（Tacit Violence）             | - 陳鎮川 - Wonderful - 李宗恩 | - Nik Quang - Thea Hall - Lars Quang - RnG                 | RnG               | - Lars Quang - Nik Quang - RnG | 3:01              |
| 8.                | 非賣品（Priceless）                   | - 陳天佑 - 瑞業 - 譚榮健      | 譚榮健                                                     | 林邁可            | 林邁可                         | 4:33              |
| 9.                | 節拍器（Metronome）                   | 蔡依林                        | 薛忠銘                                                     | 吳慶隆            | 辛巴克                         | 4:38              |
| 10.               | 金三角（Golden Triangle）             | 陳鎮川                        | - Nik Quang - Lars Quang - RnG - Thea Hall                 | RnG               | - Lars Quang - Nik Quang - RnG | 3:02              |
| 11.               | 日不落（Sun Will Never Set）          | 崔惟楷                        | - Alexander Bard - Anders Hansson                          | 林邁可            | 林邁可                         | 3:48              |
| 12.               | Let's Move It                         | 林白                          | - Nik Quang - Lars Quang - RnG - Sasia Nielsen - James Chu | RnG               | - Lars Quang - Nik Quang - RnG | 3:14              |
| 总时长：          | 总时长：                              | 总时长：                      | 总时长：                                                   | 总时长：          | 总时长：                       | 42:53             |

| 《特務J》——影音合體華麗特定盤（DVD） | 《特務J》——影音合體華麗特定盤（DVD） | 《特務J》——影音合體華麗特定盤（DVD） |
| 曲序                                 | 曲目                                 | 时长                                 |
| ------------------------------------ | ------------------------------------ | ------------------------------------ |
| 1.                                   | 三部曲音樂電影                       | 69:44                                |
| 总时长：                             | 总时长：                             | 69:44                                |

| 《特務J》——冠軍連霸影音混搭典藏版（DVD） | 《特務J》——冠軍連霸影音混搭典藏版（DVD） | 《特務J》——冠軍連霸影音混搭典藏版（DVD） |
| 曲序                                     | 曲目                                     | 时长                                     |
| ---------------------------------------- | ---------------------------------------- | ---------------------------------------- |
| 1.                                       | 特務J（MV）                              | 3:35                                     |
| 2.                                       | 愛無赦（MV）                             | 3:53                                     |
| 3.                                       | 一個人（MV）                             | 4:38                                     |
| 4.                                       | 怕什麼（MV）                             | 6:06                                     |
| 5.                                       | 桃花源（MV）                             | 3:32                                     |
| 6.                                       | 冷·暴力（MV）                            | 3:00                                     |
| 7.                                       | 非賣品（MV）                             | 4:32                                     |
| 8.                                       | 節拍器（MV）                             | 4:39                                     |
| 9.                                       | 金三角（MV）                             | 3:02                                     |
| 10.                                      | 日不落（MV）                             | 3:42                                     |
| 11.                                      | 特務J（舞蹈版MV）                        | 3:35                                     |
| 12.                                      | 愛無赦（舞蹈版MV）                       | 3:53                                     |
| 13.                                      | 冷·暴力（舞蹈版MV）                      | 3:00                                     |
| 14.                                      | 日不落（舞蹈版MV）                       | 1:36                                     |
| 15.                                      | 愛無赦（Super Rave Remix）               | 4:14                                     |
| 总时长：                                 | 总时长：                                 | 56:57                                    |

| 《特務J》——終極慶功特藏版（DVD） | 《特務J》——終極慶功特藏版（DVD） | 《特務J》——終極慶功特藏版（DVD） |
| 曲序                             | 曲目                             | 时长                             |
| -------------------------------- | -------------------------------- | -------------------------------- |
| 1.                               | 慶功演唱會（Live）               | 60:34                            |
| 2.                               | Let's Move It（MV）              | 3:12                             |
| 总时长：                         | 总时长：                         | 63:46                            |

## 幕後人員
該人員名單摘自專輯內頁。
- 陳天佑—母帶後期處理製作人
- Yasuji Yasman Maeda—母帶後期處理錄音師
- Yukie Fuse—母帶後期處理錄音助理
- Bernie Grundman Mastering—母帶後期處理錄音室

曲目 #1
- 小安—吉他
- 阿弟仔—和聲編寫、和聲
- 蔡依林—和聲
- 陳文駿—錄音師
- 強力錄音室—錄音室、混音室
- 王俊傑—混音師
- 沈聖哲—製作助理

曲目 #2
- 小安—吉他
- 阿弟仔—和聲編寫、和聲
- 蔡依林—和聲
- 陳文駿—錄音師
- 強力錄音室—錄音室、混音室
- 王俊傑—混音師
- 沈聖哲—製作助理

曲目 #3
- Bang Wenfu—弦樂編寫
- Jimmy Lee—鼓
- 黃韻仁—貝斯、吉他、鍵盤
- 劉云智—第一小提琴
- 程亞威—第一小提琴
- 王大毛—第一小提琴
- 陶軼—第一小提琴
- 孫雲—第一小提琴
- 鄭凱林—第二小提琴
- 閔紅—第二小提琴
- 董智敏—第二小提琴
- 趙白樺—第二小提琴
- 范維斌—中提琴
- 向君怡—中提琴
- 趙丹—中提琴
- 沈和群—大提琴
- 王霖—大提琴
- 張博—大提琴
- 馬毓芬—和聲編寫
- 蔡依林—和聲
- 葉育軒—錄音師
- 陳伯豪—錄音師
- Phillip—錄音師
- 白金錄音室—錄音室、混音錄音室
- Flying-Ear—錄音室
- Boss Studio—錄音室
- 鍾國泰—混音工程師

曲目 #4
- 林淑華—執行製作
- Terence Teo—弦樂編寫
- 劉云智—第一小提琴
- 劉志勇—第一小提琴
- 陶軼—第一小提琴
- 彭柯—第一小提琴
- 鄭凱林—第二小提琴
- 閔紅—第二小提琴
- 張寧—第二小提琴
- 吳博—第二小提琴
- 馬顏春—中提琴
- 武文豪—中提琴
- 邵殿龍—中提琴
- 沈和群—大提琴
- 張博—大提琴
- 劉曼—大提琴
- 李偉菘—和聲編寫、和聲
- 郝雷—和聲
- 陳文駿—錄音師
- 陳伯豪—錄音師、混音師
- 強力錄音室—錄音室
- Flying-Ear—錄音室、混音室

曲目 #5
- 林淑華—執行製作
- Martin Tang—吉他
- 李偉菘—和聲編寫
- 蔡依林—和聲
- 陳文駿—錄音師
- 強力錄音室—錄音室
- 陳伯豪—混音師
- Flying-Ear—混音室

曲目 #7
- 馬毓芬—配唱製作人
- 蔡依林—和聲
- Nik Quang—錄音師、混音師
- Lars Quang—錄音師、混音師
- Quang Studio—錄音室、混音室

曲目 #8
- 林邁可—吉他、和聲編寫、錄音師、混音師
- 蔡依林—和聲
- VIP Studio—錄音室、混音室

曲目 #9
- 吳慶隆—弦樂編寫
- 孔朝輝—第一小提琴
- 顧文麗—第一小提琴
- 魏喆—第一小提琴
- 隋晶晶—第二小提琴
- 尹淑占—第二小提琴
- 水兵—中提琴
- 關旗—中提琴
- 王言—大提琴
- 趙羽兒—大提琴
- 蔡依林—和聲
- 林世龍—錄音師
- 馬怡群—錄音師
- M.E Studio—錄音室、混音室
- 王俊傑—混音師
- 劉建安—製作助理

曲目 #10
- 馬毓芬—配唱製作人
- 蔡依林—和聲
- Nik Quang—錄音師、混音師
- Lars Quang—錄音師、混音師
- Quang Studio—錄音室、混音室

曲目 #11
- 林邁可—吉他、和聲編寫、錄音師、混音師
- 蔡依林—和聲
- VIP Studio—錄音室、混音室

曲目 #12
- 馬毓芬—配唱製作人
- 蔡依林—和聲
- Nik Quang—錄音師、混音師
- Lars Quang—錄音師、混音師
- Quang Studio—錄音室、混音室

## 發行歷史
| 地區     | 日期           | 版本                   | 格式     | 經銷商   |
| -------- | -------------- | ---------------------- | -------- | -------- |
| 全球     | 2007年9月21日  | 正式版                 | 串流媒體 | 天熹娛樂 |
| 臺灣     | 2007年9月21日  | 正式版                 | CD       | 百代音樂 |
| 臺灣     | 2007年9月21日  | 影音合體華麗特定盤     | CD+DVD   | 百代音樂 |
| 臺灣     | 2007年10月26日 | 冠軍連霸影音混搭典藏版 | CD+DVD   | 百代音樂 |
| 臺灣     | 2007年12月7日  | 終極慶功特藏版         | CD+DVD   | 百代音樂 |
| 中國大陸 | 2007年9月21日  | 正式版                 | CD 卡帶  | 步升大風 |
| 中國大陸 | 2007年10月26日 | 冠軍連霸影音混搭典藏版 | DVD VCD  | 步升大風 |
| 中國大陸 | 2007年12月7日  | 終極慶功特藏版         | CD+DVD   | 步升大風 |

## 外部連結
- YouTube上的《特務J》播放列表